# George Whitney Calhoun
Pour les articles homonymes, voir Calhoun.
George Whitney Calhoun (né le 16 septembre 1890 à Green Bay et mort dans cette même ville le 6 décembre 1963) est un rédacteur en chef de journal américain. Il est mieux connu comme cofondateur des Packers de Green Bay, une équipe professionnelle de football américain basée à Green Bay dans le Wisconsin.
Après avoir fondé les Packers en 1919 avec Curly Lambeau, Calhoun sert à divers postes l'équipe pendant 44 ans jusqu'à sa mort en 1963. Utilisant son travail rédactionnel à la Green Bay Press-Gazette, il devient de facto le premier directeur de la publicité de l'équipe, aidant à susciter un soutien et un intérêt local. Il est également le premier chef d'équipe et a été membre du conseil d'administration de Green Bay Packers, Inc. (en), l'organisme sans but lucratif qui possède l'équipe.
Bien que souvent éclipsé par le plus célèbre Curly Lambeau, Calhoun joue un rôle déterminant dans les premiers succès des Packers. En reconnaissance de ses contributions, Calhoun est élu au Green Bay Packers Hall of Fame (en) en 1978.